# 하르키우주
하르키우주(우크라이나어: Харківська область 하르키우스카 오블라스티[*], 러시아어: Харьковская область 하리코프스카야 오블라스티[*]), 또한 하르키우시치나(우크라이나어: Харківщина)는 우크라이나 동부에 있는 주이다.
하르키우는 동쪽으로 루한스크주, 남동쪽으로 도네츠크주, 남서쪽으로 드니프로페트로우스크주, 서쪽으로 폴타바주, 북서쪽으로 수미주, 북쪽으로 러시아의 벨고로드주와 접한다. 면적은 31,400 제곱킬로미터 (12,100 mi2)로 우크라이나 전체 영토의 5.2%다.
우크라이나에서 3번째로 인구가 많으며 2021년 기준 인구는 2,598,961명이다. 이 중 절반 이상(142만 명)이 이 주의 행정 중심지인 하르키우시에 거주한다.

## 명명법
우크라이나의 대부분 주는 공식적으로 "주 중심지"(우크라이나어: обласний центр, 번역 oblasnyi tsentr)라고 불리는 수도와 도시의 이름을 따서 명명되었다. 각 주의 이름은 관계 형용사이며, 각각의 중심 도시 이름에 여성형 접미사를 추가하여 형성된다. 하르키우는 하르키우스카주'(하르키우주)의 중심이다. 대부분의 주는 때때로 전통적인 지역 지명의 관례에 따라 여성형 명사 형태로 언급되며, 접미사 "-shchyna"로 끝나는데, 하르키우 주의 경우인 Kharkivshchyna와 같다.

## 지리
이 주는 북쪽으로 러시아(벨고로드주), 동쪽으로 루한스크주, 남동쪽으로 도네츠크주, 남서쪽으로 드니프로페트로우스크주, 서쪽으로 폴타바주, 북서쪽으로 수미주와 접함다.
북부와 중부는 역사적인 슬로보다우크라이나의 일부이고, 남부는 역사적인 자포리자의 일부이다.